# شعار الهند
شعار الهند هو تبن لمنحوتة أسود أشوكا في سارناث، المحفوظة في متحف فارانسي سارناث في الهند.
تضم المنحوتة الحقيقية أربعة أسود آسيوية تقف متخالفة - وترمز للقوة والشجاعة والفخر والثقة - وتقف الأسود على قاعدة دائرية. وفي أسفل القاعدة هناك حصان واحد وثور، وفي الوسط توجد عجلة (دارما تشاكرا).
يحدد استخدام الشعار قانون شعار دولة الهند (حظر الاستخدام غير المناسب) الصادر في 2005. ولا يسمح لأي شخص أو مؤسسة خاصة باستخدام الشعار في المراسلات الرسمية.

## معرض صور

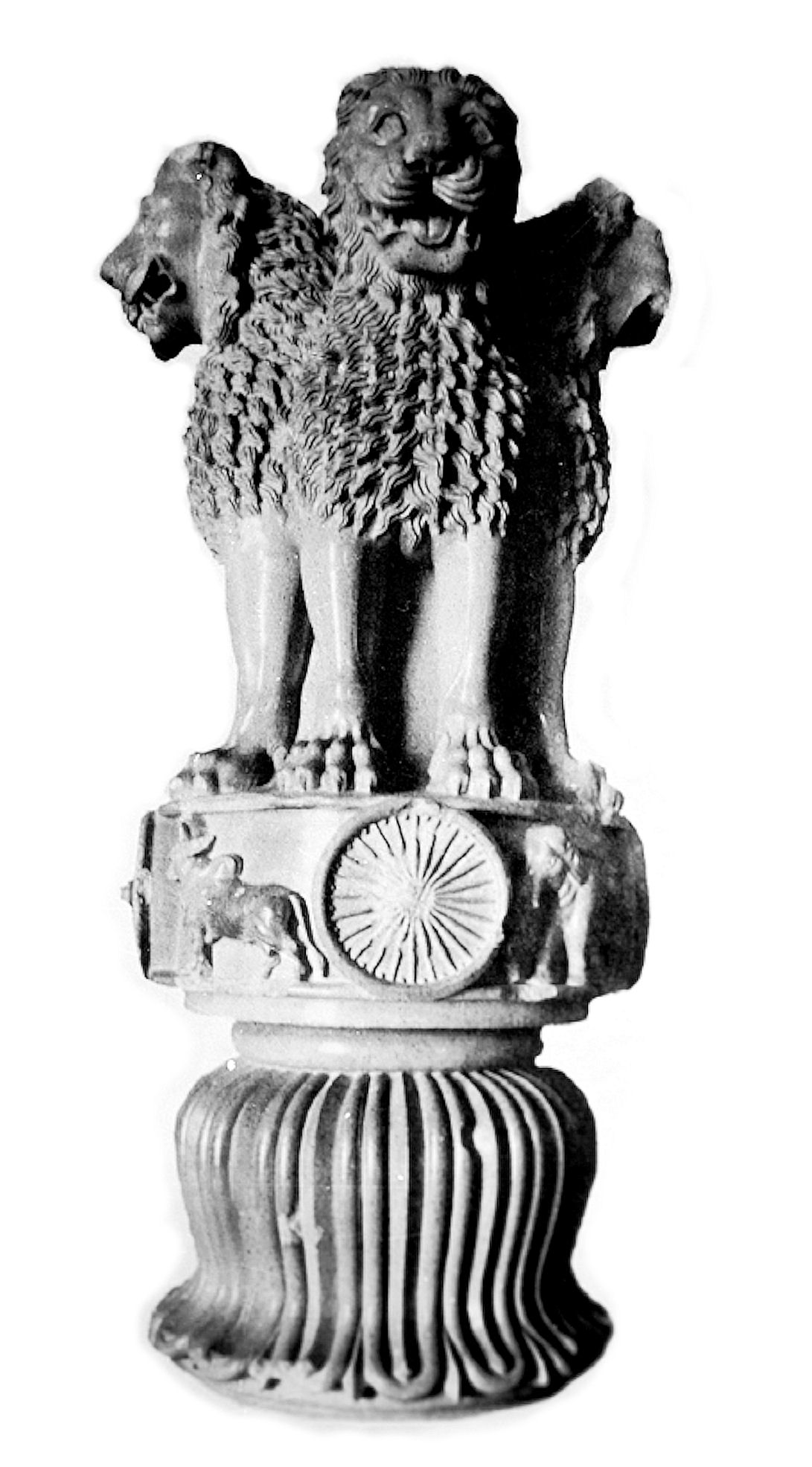
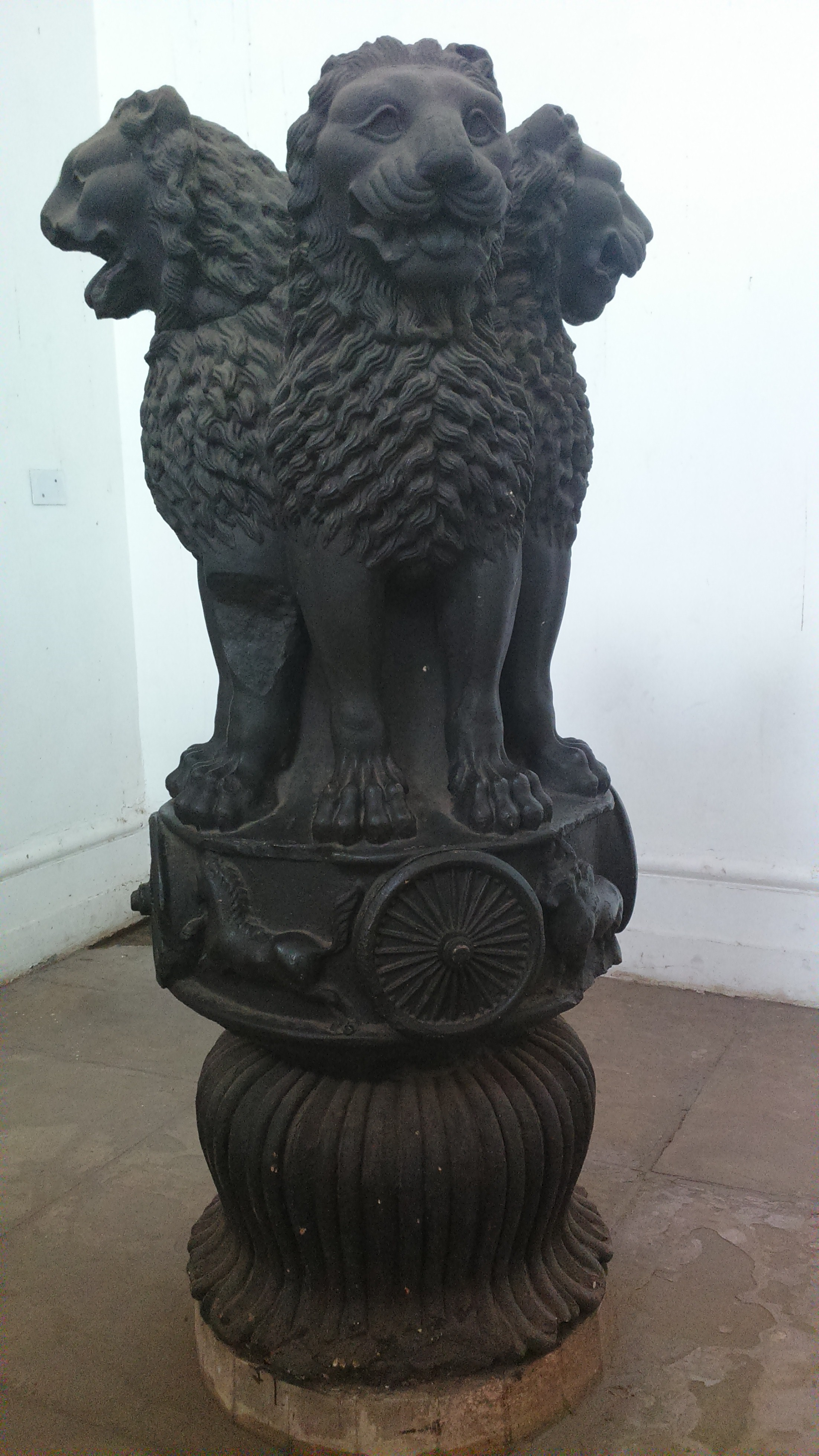
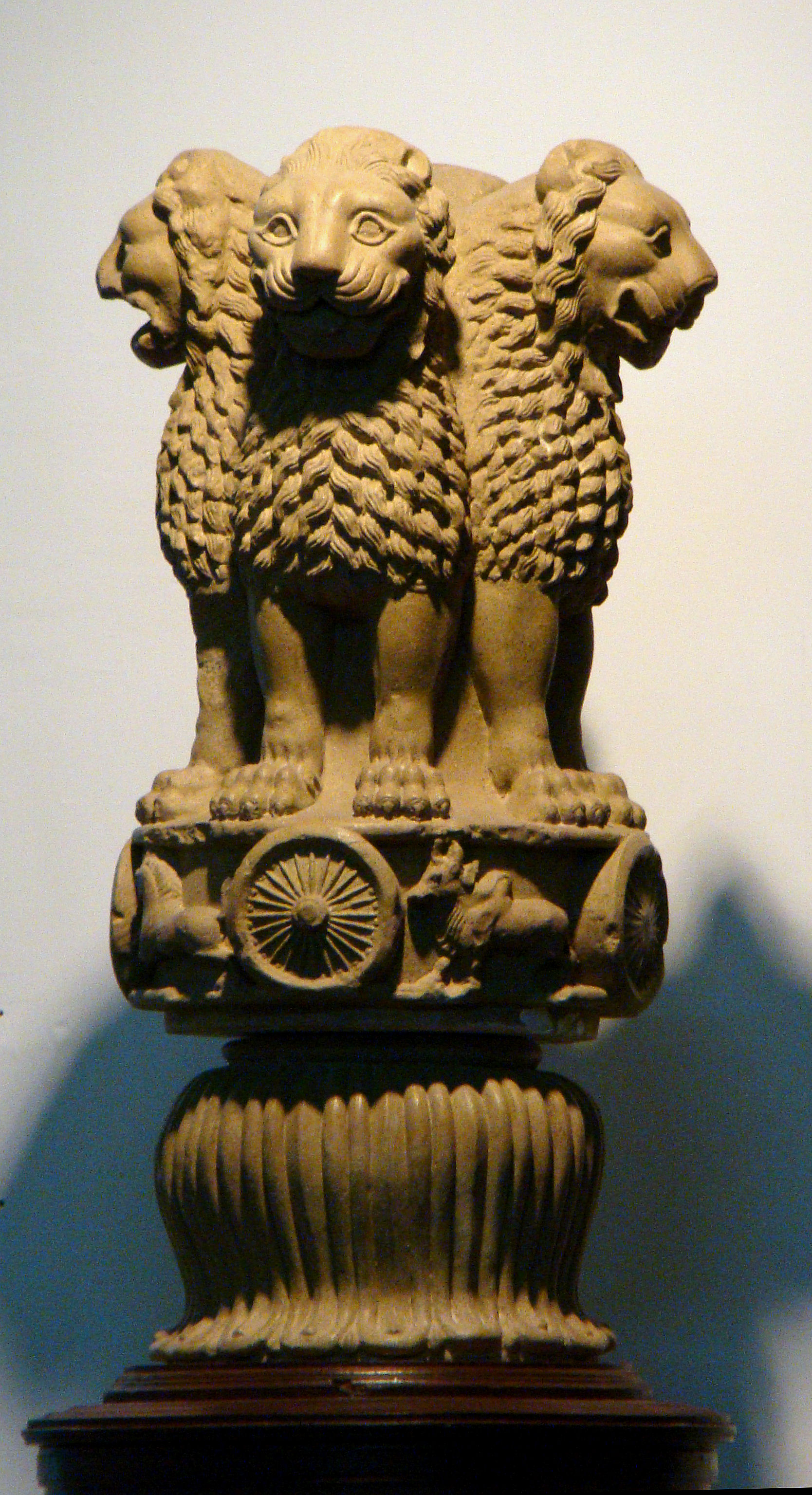